# Футболни вратари голмайстори
Вратарят е непосредствено отговорен да пречи на играчите на противниковия отбор да вкарват гол и затова случаите, когато вратарите вкарват голове будят интерес у запалянковците. Някои вратари са се специализирали да отбелязват голове от пряк свободен удар и/или дузпа, други отбелязват решителни голове при включване в атака в последните минути на мача, когато техните отбори изостават в резултата, а трети волно или неволно отбелязват гол, ритайки топката от или близо до собственото си наказателно поле.
Вратарят, за когото има сведения, че първи е отбелязал гол, е Чарли Уилямс, чието силно изчистване на топката се превръща в гол в мача на Манчестър Сити срещу Съндърланд през април 1900 г. Рекордьор по отбелязани голове е бразилецът Рожерио Сени с 90 отбелязани гола, като още по любопитно е, че неговият отбор не е загубил нито един от 81-те мача, в които Сени е вкарал гол. Парагваецът Хосе Луис Чилаверт отбелязва хеттрик за Велес Сарсфийлд срещу Феро Карил Оесте на 28 ноември 1999 г. Той съпритежава и друг рекорд – Чилаверт и Роберто Бонано от Ривър Плейт отбелязват по един гол в един и същи мач. Пол Смит от Нотингам Форест е вратарят с най-бърз гол – още в първата минута; трябва обаче да се отбележи, че противниковият отбор Лестър Сити не предприема нищо, за да му попречи – срещата е преиграване за Карлинг Къп след като първият мач е прекратен на полувремето при резултат 1:0 за Нотингам, след като играч на Лестър колабира – затова играчите на Лестър джентълменски подаряват един гол, за да може преиграването да започне при същия резултат, при който е бил прекратен първият мач. Сред вратарите голмайстори е и българинът Димитър Иванков, който до момента има 39 гола от дузпа. Други български вратари с голове от дузпа са Армен Амбарцумян (2) и Ивайло Петров (1).

## Списъкът
Списъкът е непълен. Играчите с удебелени имена са все още активни. Отбелязани са само голове в официални мачове. В графата „отбори“ са посочени само отборите, за които играчът е отбелязвал гол.
| Име                   | Държава          | Отбор(и) | Голове | Бележки |
| --------------------- | ---------------- | --- | ------ | --- |
| Рожерио Сени          | Бразилия         | Сао Пауло | 100    | Рекордьор по голове; 37 от дузпа, 49 от фаул                                                                                               |
| Хосе Луис Чилаверт    | Парагвай         | Парагвай, Сан Лоренцо, Реал Сарагоса, Велес Сарсфийлд, Пенярол | 62     | Най-много голове от дузпа (45), най-много голове за национален отбор (8), единствен вратар с хеттрик; 45 от дузпа, 15 от фаул, 2 от игра   |
| Димитър Иванков       | България         | Левски София, Кайзериспор, Бурсаспор | 42     | Всичките от дузпа |
| Рене Игита            | Колумбия         | Колумбия, Мийонариос, Атлетико Насионал, Реал Валядолид, Тибуронес Рохос, Индепендиенте Меделин, Аукас, Бахо Каука, Депортиво Лара, Депортиво Рионегро, Депортиво Перейра | 41     | 37 от дузпа, 4 от фаул |
| Джони Вегас Фернандес | Перу             | | 37     | |
| Ханс-Йорг Бут         | Германия         | Олденбург, Хамбургер, Байер Леверкузен, Байерн Мюнхен | 31     | |
| Алваро Мисаел Алфаро  | Салвадор         | Луис Анхел Фирпо, Сан Салвадор, Агила, Алианца, Метапан | 31     | 20 от дузпа, 11 от фаул |
| Фернандо Патерсон     | Коста Рика       | Мунисипал Пунтаренас, Кобан Империал, Клуб Шелаху, Рамоненсе, Депортиво Ередия                                                                                            | 28     | 24 от дузпа, 4 от фаул |
| Марко Корнес          | Чили             | | 24     | Всичките от дузпа |
| Драган Пантелич       | Югославия        | Югославия, Раднички Ниш | 22     | 21 от дузпа, 1 от фаул |
| Жарко Лучич           | Югославия        | | 21     | Всичките от дузпа |
| Низами Садигов        | Азербайджан      | | 21     | 12 от дузпа, 9 от фаул |
| Кристиан Лукети       | Аржентина        | Атлетико Банфийлд | 18     | Всичките от дузпа |
| Винсент Ениеама       | Нигерия          | Ибом Старс, Ениимба Интернешънал Апоел Тел Авив | 17     | Всичките от дузпа |
| Рафаел Дудамел        | Венецуела        | Венецуела, Индепендиенте Санта Фе, Депортиво Кали, Естудиантес де Мерида                                                                                                  | 16     | |
| Тиаго Кампанаро       | Бразилия         | Португеса, Васко да Гама | 16     | |
| Жилбер Бодар          | Белгия           | Стандард Лиеж | 14     | |
| Игнасио Гонсалес      | Аржентина        | Расинг Клуб, Лас Палмас | 14     | |
| Петер Шмайхел         | Дания            | Дания, Хвидовръ, Брьонбю, Манчестър Юнайтед, Астън Вила | 13     | |
| Алехандро Синистера   | Колумбия         | Дупортиво Кукута, Атлетико Букараманга, Депортиво Кали | 13     | |
| Кристиан Пио          | Белгия           | Белгия, Стандард Лиеж | 10     | |
| Антонио Ригамонти     | Италия           | Комо | 6      | Всичките от дузпа, 3 в Серия А |
| Якуп Микелсен         | Фарьорси         | Клаксвик, Херфьолге | 6      | Всичките от дузпа |
| Джордж Кичън          | Англия           | Уест Хям | 6      | Всичките от дузпа |
| Лес Полякоми          | Австралия        | Уолонгонг Уулвс | 6      | |
| Лайос Сюч             | Унгария          | Уйпещ, Ференцварош | 5      | Всичките от дузпа |
| Данило Асевал         | Парагвай         | Серо Портеньо, Депортиво Нубленсе | 5      | |
| Луис Барбат           | Уругвай          | Индипендиенте Меделин, Депортес Толима, Америка Кали | 5      | |
| Хулио Сезар Фалкони   | Аржентина        | Америка Кали | 5      | |
| Лучидио Сентименти    | Италия           | Модена, Ювентус, Лацио | 5      | Първият вратар, вкарал гол в Серия А; 4 от 5 са в Серия А; има още 4 гола като нападател по време на неофициалното първенство през 1944 г. |
| Хемиш Макалпайн       | Шотландия        | Дънди Юнайтед, Рейт Роувърс | 4      | 3 от дузпа |
| Бруно                 | Бразилия         | Фламенго | 3      | |
| Ерик Лонис            | Коста Рика       | Саприса | 3      | |
| Федерико Вилар        | Аржентина        | Атланте | 3      | |
| Роджър Фрийстоун      | Уелс             | Суонзи Сити | 3      | Всичките от дузпа |
| Армен Амбарцумян      | България Армения | Ботев (Пловдив), Славия | 2      | Всичките от дузпа |
| Пол Робинсън          | Англия           | Лийдс Юнайтед, Тотнъм Хотспър | 2      | |
| Карлос Ариас          | Колумбия         | Депортиво Кукута, Унион Магдалена | 2      | |
| Джим Браун            | Шотландия        | Вашингтон Дипломатс, Честърфийлд | 2      | |
| Мигел Калеро          | Колумбия         | Депортиво Кали | 2      | |
| Хосе Кастанеда        | Колумбия         | Атлетико Насионал | 2      | |
| Клемер Мело да Силва  | Бразилия         | Португеса, Интернасионал | 2      | |
| Едуардо Алакс Шерпел  | Бразилия         | Бангу, Атлетико Минейро | 2      | |
| Алан Фетис            | С. Ирландия      | Хъл Сити | 2      | Вкарани докато играе като нападател заради многото контузии в отбора.                                                                      |
| Фредерик Ерпоел       | Белгия           | Гент | 2      | |
| Иран Спаньол          | Бразилия         | Гуарани, Санто Андре | 2      | |
| Андреас Кьопке        | Германия         | Нюрнберг | 2      | Всичките от дузпа |
| Йенс Леман            | Германия         | Шалке 04 | 2      | Един от дузпа и един от игра в края на мача срещу Шалке. Първият вратар с гол в Бундеслигата.                                              |
| Кембъл Мъни           | Шотландия        | Сейнт Мирън | 2      | Всичките от дузпа |
| Алекс Степни          | Англия           | Манчестър Юнайтед | 2      | |
| Тони Пратс            | Испания          | Реал Бетис | 2      | Всичките от пряк свободен удар Първият вратар в Примера дивисион с гол от пряк свободен удар.                                              |
| Ивайло Петров         | България         | ЦСКА | 1      | От дузпа |
| Дражо Стоянов         | България         | Нефтохимик | 1      | От собственото си наказателно поле. |
| Акурсио               | Португалия       | Порто | 1      | |
| Евер Уго Алмейда      | Парагвай         | Олимпия (Асунсион) | 1      | В турнира Копа Либертадорес |
| Марко Амелия          | Италия           | Ливорно | 1      | В турнира за Купата на УЕФА |
| Освалдо Аяла          | Колумбия         | Индепендиенте (Меделин) | 1      | |
| Ашли Бейес            | Англия           | Англия Грейс Атлетик | 1      | |
| Арян Бекай            | Албания          | ОФИ Крит | 1      | |
| Езекиел Бердин        | Аржентина        | Атенас де Рио Куарто | 1      | |
| Роберто Бонано        | Аржентина        | Ривър Плейт | 1      | |
| Рене Боркович         | Швейцария        | Швейцария (юн.) | 1      | |